# Планински народи
Планински народи е понятие, често използвано за автохтоното население на Zгоизточна Азия, намиращо се в границите на Мианмар, Тайланд, Лаос, Виетнам, Камбоджа.
В по-тесен смисъл понятието се използва за обозначаване на населението от Северен и Западен Тайланд, което се различава в културен аспект от останалата част на тайландското население. Дълго време тайландската политика е игнорирала това население, днес обаче са в ход множество проекти, имащи за цел да подобрят начина на живот на тези хора.